# Walter Stewart, conte di Atholl
Walter Stewart, conte di Atholl, Strathearn e Caithness (1360 circa – Edimburgo, 26 marzo 1437), è stato un nobile scozzese.

Stemma degli Stewart di Atholl

Favorì il ritorno in Scozia del re in esilio, Giacomo I, nel 1424, e l'anno successivo prestò servizio come membro della giuria che processò e giustiziò suo nipote Murdoch Stewart, duca di Albany. Alla fine tuttavia si rivoltò contro il re, e cospirò il suo assassinio nel 1437 per impossessarsi del trono. Fu processato per omicidio e giustiziato dopo tre giorni di orrende torture.

## Origini
Era figlio di Roberto II di Scozia e della sua seconda moglie Eufemia de Ross; era quindi un fratellastro minore di Roberto III di Scozia, e uno zio di suo figlio Giacomo I.
Walter Stewart sposò attorno al 1378 Margaret Barclay, signora di Brechin, dalla quale ebbe due figli:
- Alan Stewart, IV conte di Caithness (morto nel 1431)
- David Stewart, maestro d'armi di Atholl (morto nel 1436 circa)

Nel 1390 la nipote di Walter Eufemia, figlia di suo fratello Davide, gli cedette la contea di Caithness, e nel 1404 fu creato conte di Atholl.

## Con Giacomo I di Scozia

### Servitore della Corona
Walter Stewart fu dapprima un sostenitore di suo nipote Giacomo I e si spese molto per recuperare il re, tenuto in ostaggio in Inghilterra dal 1406. Dopo una prigionia quasi ventennale, nel 1424 Giacomo poté tornare in patria solo versando un ingente riscatto alla Corona inglese e aver sposato la nobildonna Giovanna Beaufort, cugina di re Enrico V d'Inghilterra, che divenne regina di Scozia.
Nel 1425 fu un membro della giuria di ventuno nobili che processò suo nipote Murdoch Stewart, II duca di Albany, e che culminò nell'esecuzione sua e di due dei suoi figli per tradimento.
Walter Stewart fu nominato Gran Giustiziere di Scozia e Conte di Strathearn, titolo preso a Malise Graham (un pronipote di Walter da parte di suo fratello Davide), che successivamente divenne conte di Menteith. Poco dopo Walter rinunciò al contado di Caithness in favore di suo figlio Alan, ma lo riacquisì già nel 1431 in seguito al suo decesso senza discendenza.

### Le motivazioni del conte di Atholl
Il livello di lealtà di Walter Stewart nei confronti di suo nipote Giacomo non è chiaro. Se da una parte infatti si adoperò per farlo ritornare in Scozia, dall'altra è probabile che lo fece solo per contrastare lo strapotere dell'altro nipote Murdoch Stewart, divenuto troppo potente in assenza del re. Forse sperava, mettendo contro più rami di casa Stewart, di rafforzare il proprio potere personale e di indebolire altri possibili candidati al trono (se infatti Giacomo I fosse morto essendo ancora senza figli, sarebbe stato proprio Walter il suo erede più diretto). Solo nel 1430, con la nascita del principe ereditario Giacomo, i diritti di Walter vennero messi in discussione. 

## Contro Giacomo I di Scozia

### La lealtà vacilla
La fedeltà del conte di Atholl nei confronti del re cominciò a venir meno dopo la morte del secondogenito David, deceduto durante la prigionia in un carcere reale. Walter Stewart cominciò così a mettere in discussione l'autorità di Giacomo, rispolverando le vecchie diatribe riguardo la legittimità del primo matrimonio di Roberto II di Scozia (padre di Walter) con Elizabeth Mure; i due avevano infatti avviato una relazione attorno al 1335 generando ben dieci figli, ma sposandosi formalmente solo nel 1349 grazie ad una bolla papale. I figli di questo matrimonio (tra cui Roberto III, fratellastro di Walter, successore di Roberto II al trono e padre di Giacomo I) erano stati legittimati, ma in molti continuavano a non ritenerli dei discendenti legittimi.
Se quindi Walter Stewart fosse riuscito a far invalidare l'unione tra Roberto II e la Mure e quindi la relativa discendenza, Giacomo I (loro nipote) non sarebbe più stato il legittimo re di Scozia; egli invece, unico figlio sopravvissuto del secondo (legittimo) matrimonio di Roberto II con Eufemia de Ross, avrebbe potuto accampare i propri diritti al trono senza opposizione.

### Il complotto
Qualunque siano state le cause della rabbia del conte di Atholl contro il re, decise di passare all'azione e avviò una congiura assieme a suo nipote Robert Stewart e a sir Robert Graham. Il loro piano era assassinare il re e la sua famiglia e usurpare il trono in favore di Walter, che sarebbe divenuto quindi re di Scozia. Il nipote di Robert Graham, Malise, quello stesso a cui era stata tolta la contea di Strathearn in favore di Walter Stewart, sarebbe divenuto l'erede al trono in quanto suo pronipote (figlio di Eufemia Stewart, figlia a sua volta di Davide Stewart). 
Il complotto si concretizzò il 20 febbraio 1437 a Perth, quando Giacomo I prese alloggio nel convento dei domenicani, luogo ideale per la riuscita della congiura. Robert Stewart aprì nottetempo le porte degli appartamenti reali, permettendo agli assassini di entrare negli alloggi di Giacomo. Il re, scoperta la trappola, si nascose sotto le assi del pavimento e cercò di fuggire per le fogne, solo per essere scoperto e raggiunto da sir Robert Graham, che lo uccise personalmente.

### Caduta e morte
Tuttavia, dopo l'uccisione del re, la coesione dei congiurati si sfaldò. Gli assassini fuggirono senza uccidere la famiglia di Giacomo I, dando tempo alla regina Giovanna Beaufort di prendere il controllo della situazione, proclamare re suo figlio Giacomo II e dare la caccia agli uccisori del marito emettendo un writ of attainder.
Il conte di Atholl trovò scarso sostegno popolare per la sua causa, e tutti i cospiratori furono rapidamente arrestati. Molti, come Walter stesso, furono portati ad Edimburgo e straziati da una serie di torture riprovevoli anche per l'epoca.
Walter Stewart, prima di essere giustiziato, venne torturato per tre giorni. Il primo giorno venne messo su un carro con una gru, sollevato, lasciato cadere e fermato con violenza a mezz'aria per rompergli le articolazioni; fu quindi posto alla gogna e "coronato da un diadema di ferro ardente" recante la scritta "Re di tutti i Traditori". Il secondo giorno fu legato a un'asse e trascinato lungo la strada principale di Edimburgo (alcuni sostengono che sia stato anche accecato e torturato con tenaglie di ferro roventi). Il terzo e ultimo giorno fu sventrato mentre era ancora in vita, le sue viscere bruciate davanti ai suoi occhi e il suo cuore strappato dal petto e incenerito. Alla fine, terminata l'esecuzione (molto simile all'impiccagione con sventramento e squartamento inglese), il suo cadavere fu decapitato e squartato e i suoi resti esposti in tutto il regno. Il nipote Robert Stewart e sir Robert Graham subirono lo stesso destino.

## Ascendenza
|                                 |                    |                     | Genitori                              |  |  | Nonni |  |  | Bisnonni               |  |  | Trisnonni |  |
|                                 |                    |                     |                                       |  |  |       |  |  | James Stewart (nobile) |  |  | …         |  |
|                                 |                    |                     |                                       |  |  |       |  |  | James Stewart (nobile) |  |  | …         |  |
|                                 |                    | …                   |                                       |  |  |       |  |  | James Stewart (nobile) |  |  |           |  |
| Walter Stewart                  |                    |                     |                                       |  |  |       |  |  | James Stewart (nobile) |  |  |           |  |
|                                 |                    | Cecilia Dunbar      | Patrick III di Dunbar                 |  |  |       |  |  |                        |  |  |           |  |
|                                 |                    | Cecilia Dunbar      | Patrick III di Dunbar                 |  |  |       |  |  |                        |  |  |           |  |
|                                 |                    | Cecilia Dunbar      | …                                     |  |  |       |  |  |                        |  |  |           |  |
| Roberto II di Scozia            |                    | Cecilia Dunbar      |                                       |  |  |       |  |  |                        |  |  |           |  |
|                                 |                    | Roberto I di Scozia | Robert Bruce, VI signore di Annandale |  |  |       |  |  |                        |  |  |           |  |
|                                 |                    | Roberto I di Scozia | Robert Bruce, VI signore di Annandale |  |  |       |  |  |                        |  |  |           |  |
|                                 |                    | Roberto I di Scozia | Marjorie, Contessa di Carrick         |  |  |       |  |  |                        |  |  |           |  |
| Marjorie Bruce                  |                    | Roberto I di Scozia |                                       |  |  |       |  |  |                        |  |  |           |  |
|                                 |                    | Isabella di Mar     | Donald I di Mar                       |  |  |       |  |  |                        |  |  |           |  |
|                                 |                    | Isabella di Mar     | Donald I di Mar                       |  |  |       |  |  |                        |  |  |           |  |
|                                 |                    | Isabella di Mar     | Helen ferch Llywelyn                  |  |  |       |  |  |                        |  |  |           |  |
| Walter Stewart, conte di Atholl |                    | Isabella di Mar     |                                       |  |  |       |  |  |                        |  |  |           |  |
|                                 | William II de Ross | William I de Ross   |                                       |  |  |       |  |  |                        |  |  |           |  |
|                                 | William II de Ross | William I de Ross   |                                       |  |  |       |  |  |                        |  |  |           |  |
|                                 | William II de Ross | Jean Comyn          |                                       |  |  |       |  |  |                        |  |  |           |  |
| Hugh de Ross                    | William II de Ross |                     |                                       |  |  |       |  |  |                        |  |  |           |  |
|                                 |                    | Eufemia de Berkeley | sir Hugh de Berkeley                  |  |  |       |  |  |                        |  |  |           |  |
|                                 |                    | Eufemia de Berkeley | sir Hugh de Berkeley                  |  |  |       |  |  |                        |  |  |           |  |
|                                 |                    | Eufemia de Berkeley | …                                     |  |  |       |  |  |                        |  |  |           |  |
| Eufemia de Ross                 |                    | Eufemia de Berkeley |                                       |  |  |       |  |  |                        |  |  |           |  |
|                                 |                    | John/David Graham   | …                                     |  |  |       |  |  |                        |  |  |           |  |
|                                 |                    | John/David Graham   | …                                     |  |  |       |  |  |                        |  |  |           |  |
|                                 |                    | John/David Graham   | …                                     |  |  |       |  |  |                        |  |  |           |  |
| Margareth Graham                |                    | John/David Graham   |                                       |  |  |       |  |  |                        |  |  |           |  |
|                                 |                    | …                   | …                                     |  |  |       |  |  |                        |  |  |           |  |
|                                 |                    | …                   | …                                     |  |  |       |  |  |                        |  |  |           |  |
|                                 |                    | …                   | …                                     |  |  |       |  |  |                        |  |  |           |  |
|                                 |                    | …                   |                                       |  |  |       |  |  |                        |  |  |           |  |